# Sebastian Dłuski
Sebastian Dłuski herbu Nałęcz (zm. w 1807 roku) – podkomorzy koronny, starosta łukowski w latach 1766–1794, poseł województwa lubelskiego na Sejm Czteroletni w 1788 roku.
Poseł na sejm 1778 roku z województwa lubelskiego. Podpisał manifest przeciwko uchwaleniu Konstytucji 3 Maja. 